# Evangelische Kirche (Rüdinghausen)

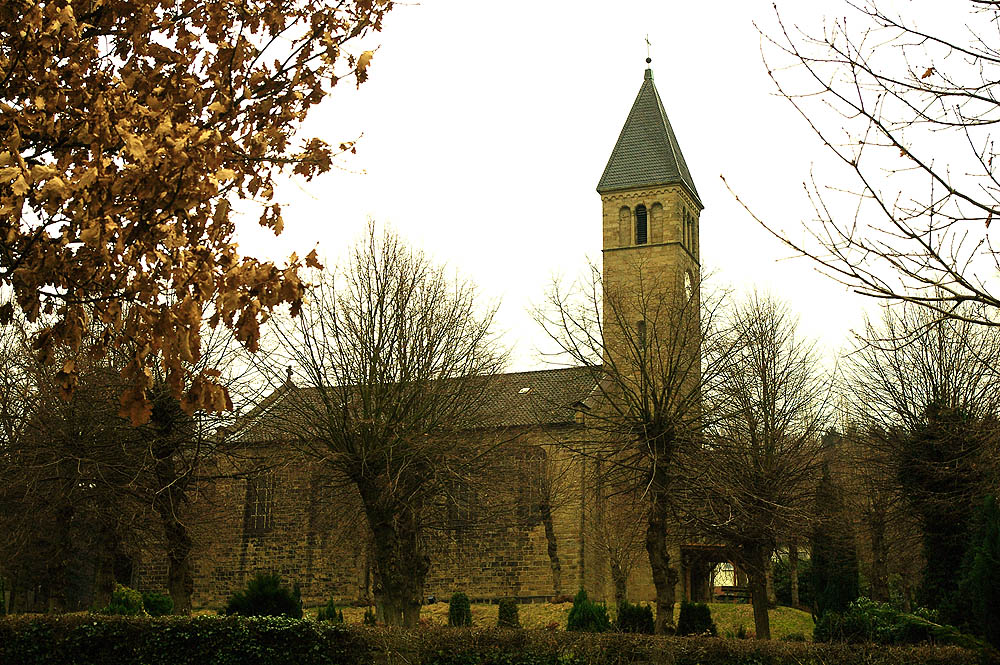
Evangelische Kirche in Rüdinghausen

Die evangelische Kirche ist ein evangelisches Kirchengebäude in Rüdinghausen, einem Stadtteil von Witten (Nordrhein-Westfalen).

## Geschichte und Architektur

### Erste Kirche
Das erste Kirchengebäude wurde 1326 in Rüdinghausen eingeweiht, sie wurde von dem Ritter Gerhard von Witten gestiftet. Bis zu diesem Zeitpunkt gehörte die Gemeinde zu St. Reinholdi in Dortmund. Das kleine Gebäude wurde aus Holz gebaut; in einer Chronik wurden neun Mannesplätze sowie einige Bauern- und Kötterbänke erwähnt. Im hinteren Teil befanden sich einige Plätze für die Eingesessenen aus Annen.

### Zweite Kirche
Die Holzkirche verfiel im Laufe der Jahrhunderte und wurde 1786 durch einen Neubau ersetzt, der allerdings auch nur bis 1830 bestand.

### Dritte Kirche

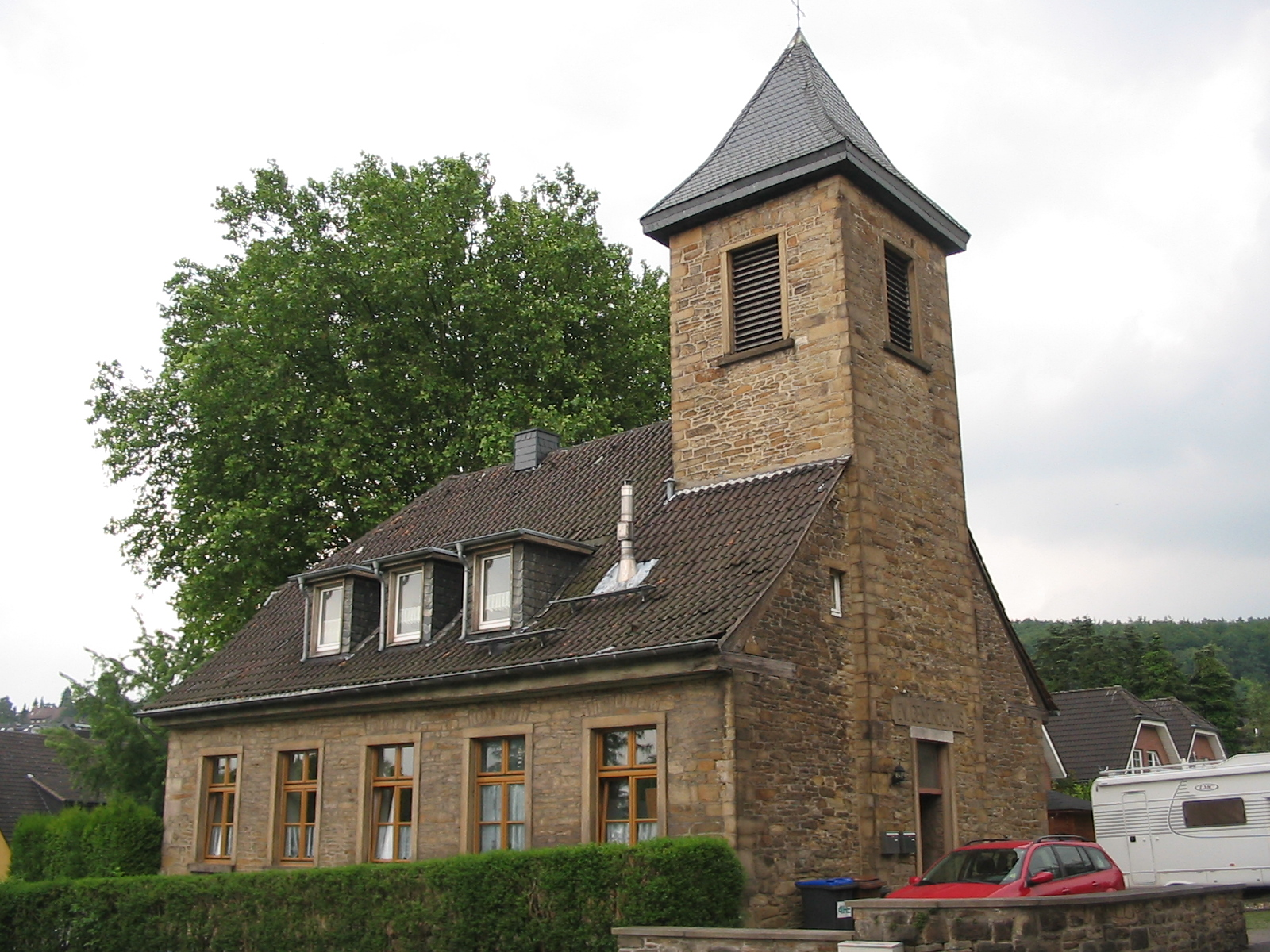
Dritte Kirche von 1830, in den 1990er Jahren verkauft

Eine weitere Kirche wurde 1830 gebaut, sie wurde bis zur Einweihung der heutigen Kirche im Mai 1864 für Gottesdienste genutzt. Danach wurde sie zu Wohnungen und Schulräumen umgebaut. Ein Gemeindehaus mit Saal wurde in den 1960er Jahren angebaut. Ehemalige Kirche und Gemeindehaus wurden in den 1990er Jahren verkauft.

### Heutige Kirche
Das Gebäude wurde nach Plänen des Berliner Architekten Friedrich August Stüler, im Rundbogenstil des späten 19. Jahrhunderts errichtet. Die Predigtkirche liegt inmitten eines Friedhofes, sie wurde am 11. Mai 1864 eingeweiht. Seit 1976 steht die Kirche als Baudenkmal in der städtischen Denkmalliste. Von 1978 bis 1982 wurde sie nach Originalbefunden restauriert, 1984 wurden neue Chorfenster eingebaut. Der Glockenturm wurde ab 2005 saniert, das schwere Stahlgeläut hatte schwere Schäden verursacht. Die Sanierung wurde 2009 abgeschlossen.

## Glocken
Die drei, im Turm hängenden Stahlglocken, wurden 1870 beim Bochumer Verein gegossen
- Die größte Glocke ist auf den Ton a¹ gestimmt, sie hat einen Durchmesser von 1045 mm und wiegt 500 kg.
- Die zweite Glocke ist auf den Ton h¹ gestimmt, sie hat einen Durchmesser von 890 mm und wiegt 300 kg.
- Die dritte Glocke ist auf den Ton e² gestimmt, sie hat einen Durchmesser von 735 mm und wiegt 170 kg.

### Uhrschlagglocke
Auf einem Sockel vor der Kirche steht die alte Uhrschlagglocke von 1836. Sie trägt die Inschrift:

„ZU EHREN DES KAMMERHERRN FREIHER V ROMBERG DEM WIR DIES VERDANKEN KÖNNEN VON GOTTFRIED RINCKER IN ELBERFELD * GEGOSSEN FÜR DIE GEMEINDE RÜDINGHAUSEN IM JAHR 1835“